# Michael Cimino (skådespelare)
Michael Cimino, född 10 november 1999 i Las Vegas i Nevada, är en amerikansk skådespelare, med italiensk-tyska och puertoricanska rötter. Han har spelat rollen som Victor Salazar i serien Love, Victor och Bob Palmeri i skräckfilmen Annabelle Comes Home. Sedan år 2022 gör han den amerikanska originalrösten till karaktären Kevin Grant-Gomez i den animerade serien Hamster & Greta.
Michael Cimino är även verksam som musiker. Han släppte på sin 23-årsdag den 10 november 2022 en EP med titeln I'm Somewhere Out There.

## Filmografi (i urval)

### Filmer
- 2016 – Kill the King
- 2019 – Annabelle Comes Home[6]
- 2022 – Senior Year[8]
- 2025 – Until Dawn

### TV-serier
- 2017 – Training Day (TV-serie)
- 2018 – Se upp för spratt (TV-serie)
- 2020–2022 – Love, Victor (TV-serie)[9]
- 2022 – Hamster & Greta (TV-serie) (röst)[7]
- 2023 – Moon Girl och Devil Dinosaur (TV-serie) (röst)
- 2023 – How I Met Your Father (TV-serie)
- 2023 – Never Have I Ever (TV-serie)[10]